# 冒煙的神
《冒煙的神》（英語：The Smoky God）是美國作家威利斯·喬治·愛默生所著的書籍，於1908年出版，記述了兩名挪威漁民從北極進入地底的傳說。

## 內容簡介
1829年，兩名挪威漁民——歐拉夫·詹森及其父親，駕著漁船歷經長久的航行，從北極進入地球內部，受到地底巨人的款待。地底世界存在著太陽，亦有日夜之分；天氣溫暖宜人，動植物皆十分巨大。地底居民擁有著高科技文明。在地底住了兩年後，詹森父子由南極的出口重返地表，途中詹森父親意外死亡，歐拉夫·詹森獲救後將自己的經歷說給人聽，因而被認作瘋子及關進監獄二十多年之久。
詹森出獄後移居美國，他九十多歲時將這段經歷講述給作家威利斯·喬治·愛默生聽，愛默生無法判斷故事真假，只能將其原原本本地記錄下來，而後才有《冒煙的神》一書的出版。

## 外部連結
- The Smoky God - 古腾堡计划
- LibriVox中的公有领域有声书《The Smoky God》